# Гимн Казахской ССР
Государственный гимн Казахской ССР (каз. Қазақ Кеңес Социалистік Республикасының мемлекеттік гимні / Qazaq Keñes Sotsialistık Respiblikasynyñ memlekettık gimnı) — Государственный Гимн Казахской ССР с 1945 по 1992 год. В суверенном Казахстане музыка гимна, с другими словами, использовалась до 2006 года, а затем был принят совершенно другой гимн.
Музыка — Мукана Тулебаева, Евгения Брусиловского, Латифа Хамиди.
Слова — Каюма Мухамедханова, Абдильды Тажибаева, Габита Мусрепова. Существуют источники, утверждающие, что единоличным автором текста был Каюм Мухамедханов, а вклад других авторов ограничивается всего лишь изменением начальных слов с «ер қазақ» на «біз қазақ».
В 1943 году 27-летний, не являющимся членом КПСС, Каюм Мухамедханов выиграл конкурс как автор текста первого Государственного Гимна Казахской ССР.

## Текст Государственного Гимна Казахской ССР с 1945 г
| Оригинал Біз қазақ ежелден еркіндік аңсаған, Бостандық өмір мен ар үшін қиған жан. Торлаған тұманнан жол таппай тұрғанда, Жарқырап Лениндей күн шығып, атты таң. Жасасын Советтер Одағы, Жеткізген еркіндік, теңдікке, Бастайтын елдерді бірлікке, Жеңіске, шаттыққа, ерлікке! Дақ салмай Лениннің жеңімпаз салтына, Ұрпағы қосты даңқ Отанның даңқына, Одақтас, ұрандас елдердің қамқоры, Көп алғыс айтамыз ұлы орыс халқына. Жасасын Советтер Одағы, Жеткізген еркіндік, теңдікке, Бастайтын елдерді достыққа, Жеңіске, шаттыққа, ерлікке! Іргелі мемлекет, ерікті болдық ел, Достықпен, бірлікпен жайнайды туған жер. Еңбекте, майданда, жеткізген жеңіске Данышпан партия (в первоначальной редакции — Сталин) — сүйікті кемеңгер. Жасасын Советтер Одағы, Жеткізген еркіндік, теңдікке, Бастайтын елдерді бақытқа, Жеңіске, шаттыққа, ерлікке! |  | Подстрочный перевод Мы, казахи, издревле стремились к свободе, Жертвуя жизнью ради воли и чести. И искали пути среди темного тумана… Но взошел Ленин, как заря, и настало утро! Да здравствует Советский Союз, Что привел нас к свободе, к равенству, Что ведет все страны к единству, К победе, к радости, к подвигам! Победоносный путь Ленина никогда не будет запятнан, И поколения будут приумножать славу Отчизне, И благодетелю союзных братских республик, Великому русскому народу говорим мы: большое спасибо! Да здравствует Советский Союз, Что привел нас к свободе, к равенству, Что ведет все страны к дружбе, К победе, к радости, к подвигам! Стали мы мощным государством, свободной страной И родная земля расцветает дружбой и единством. Приведшую нас к победам в труде и на брани Мудрую Партию — искренне любим. Да здравствует Советский Союз, Что привел нас к свободе, к равенству, Что ведет все страны к счастью, К победе, к радости, к подвигам! |

## Слушать гимн
- MIDI
- mp3